# Untereck (Naturschutzgebiet)
Untereck ist ein mit Verordnung des Regierungspräsidiums Tübingen vom 20. November 1995 ausgewiesenes Naturschutzgebiet mit der Nummer 4.021. Die NSG-Verordnung aus dem Jahr 1995 ersetzt die Verordnung des Württembergischen Kultusministers über das Naturschutzgebiet Untereck von 26. August 1939. 

## Lage
Das Naturschutzgebiet befindet sich im Naturraum Hohe Schwabenalb. Es liegt rund zwei Kilometer westlich des Albstadter Stadtteils Laufen an der Eyach. Das Schutzgebiet liegt direkt am Albtrauf und beschränkt sich auf die an die Traufkante anschließende steile Hangzone. Die Länge der geschützten Traufkante beträgt rund vier Kilometer. Höchster Punkt des Gebiets ist das Lochenhörnle. Im östlichen Teil überlappt sich das Naturschutzgebiet mit dem Bannwald Untereck. Im westlichen Teil seines Geltungsbereichs grenzt das Gebiet an das südlich gelegene Naturschutzgebiet Hülenbuchwiesen. Das Schutzgebiet ist sowohl Teil des FFH-Gebiets Nr. 7819–341 Östlicher Großer Heuberg als auch des Vogelschutzgebiets Nr. 7820–441 Südwestalb und Oberes Donautal.

## Schutzzweck
Laut Verordnung ist der wesentliche Schutzzweck die Erhaltung und ökologische Verbesserung der Hangwälder, Geröllhalden und Felsbildungen in der oberen Stufe des Albtraufes zwischen Tobeltalstraße und Lochenpass. Hier werden in herausragender Art die Zusammenhänge zwischen geologischem Untergrund, geomorphologischen Vorgängen, Klima, Bodenbildung, Vegetation, Landeskultur und Landschaftsbild deutlich. Die extremen Relief-, Klima- und Bodenbedingungen führen zu einer äußerst feingliedrigen Struktur von Lebensräumen für zahlreiche gefährdete, geschützte und seltene Tier- und Pflanzenarten.

## Flora und Fauna
Stellvertretend für die zahlreichen gefährdeten Pflanzenarten seien genannt: Gelber Frauenschuh, Gelber Enzian und Wohlriechende Händelwurz. Als faunistische Besonderheit muss das Haselhuhn erwähnt werden. Da der Brutbestand des Haselhuhns in Baden-Württemberg jedoch als erloschen gilt, ist es äußerst unwahrscheinlich, dass das Haselhuhn im Gebiet bis heute überdauert hat. Im Gebiet kommen auch Gämsen und Mufflons vor, die auf Aussetzungen zurückgehen.